# 龙水镇 (重庆市)
龙水镇，是中华人民共和国重庆市大足区下辖的一个乡镇级行政单位，是大足区面积最大、经济最强的镇。

## 历史沿革
唐末乾宁年间，昌州刺史韦君靖于此设龙水义军镇遏使，这是有关龙水的最早记载，据传取龙溪河水源丰富之义。北宋时为商业场镇，明清时习称龙水镇。清光绪二十四年（1899年），余栋臣起义攻打教堂（即大足教案）失败后，龙水镇更名为归化场。
宣统元年（1909年），清政府推行新政，筹备地方自治，县下推行乡镇制，设行政建置镇，复名龙水镇，沿袭至今。曾析置马跑乡（今石马镇）、玉龙乡（今玉龙镇）、复隆乡（复隆镇）、新建乡（平桥乡）、龙西乡、土桥乡、顺龙乡、大围乡等，后除石马、玉龙外均重新并入龙水。民国及解放后相继为第二区、第四区、龙水区区公所驻地。

### 撤鄉并鎮前各區鄉鎮沿革[4]

#### 龍水區
前屬第二區。後為第四區，轄雙路、郵亭、新建鄉和龍水、珠溪兩鎮。1950年轄復隆、新建、玉龍鄉。雙路、郵亭劃歸第八區，珠溪劃歸笫七區。1951年由龍水、復隆各劃出一部分地區成立龍西鄉。1953年由龍百鄉分建順龍和大圍鄉，由新建鄉分建土橋、長河鄉。1955年改四區為龍水區。1956年大圍鄉併入龍西鄉，長河鄉併入新建鄉。1958年全區成立為一個龍水公社。1959年分建為土橋、龍西、新建、復隆、順龍、玉龍等6個公社。1961年由龍西公社分建大圍公社。1975年將土橋公社的茅店、新民兩個大隊劃歸雙橋區。1981年新建、土橋兩公社因與地區內其它公社重名，分別改為沙橋、平橋公社。

#### 龍西鄉
龍西轄區原屬龍水鎮。1951年從龍水鎮劃出，戌立龍西鄉，轄13個村。1953年又從龍西鄉分出5個村建立順龍鄉。1958年併入龍水公社。1959年又分開建立龍西公社。因地處龍水鎮西面，後改龍西鄉。

#### 復隆鄉
復隆原名王家場，又名龐家井。清末建場時，取復興興隆之意定名復隆場。民國元年改為復隆鄉。解放前夕屬當時的第二區。後屬第五區，1950年屬第四區，1955年更名龍水區。1958年併入龍水公社，1959年由龍水分建復隆公社，後改復隆鄉、復隆鎮。

#### 沙橋鄉
沙橋原名新建。民國三十年由龍水鎮析置。1953年由新建鄉分建土橋鄉，1954年再分建長河鄉。1955年長河鄉并入新建鄉。1958年是龍水公社的一部分。1959年由龍水公社復分新建公社。1981年地名普查，以境內沙子喬而。更名沙橋公社，後改沙橋鄉。

#### 平橋鄉
平橋原名土橋公社。1981年因與地區內其它公社重名，經江署發(81)9號文件批覆，更名平橋公社。以境內有一座石橋名平橋而得名。解放前夕，為新建鄉的一部分。1963年由新建鄉分出建立土橋鄉，1958年併入龍水公社，1959年又分出建立土橋公社，後改平橋鄉。

#### 順龍鄉
順龍，因轄區基本上是順著從龍水鎮留來的瀨溪河岸，故名。它是1953年從龍西鄉劃出的5個村成立的順龍鄉，1958年併入龍水公社。1959年又分出建立順龍公社，後改順龍鄉。

#### 大圍鄉
1953年從龍西鄉分建大圍鄉，1956年并入龍西鄉，1961年又從龍西鄉劃出5個大隊復建大圍公社。相傳，境內有一姓黃的在清初移民入川時用鐵籬笆刺栽植於院子的周圍，故稱大圍，後改大圍鄉。
1993年底， 原大圍、沙橋、平橋、龍西、順龍鄉併入龍水鎮，2000 年增設龍西街、幸福街、高橋壩3 居委。2002 年所轄大土、三教、小河、長河、清源5村劃歸玉龍鎮，2003年，復隆鎮併入龍水鎮。
- 舊龍西鄉（7）：西一村、龍東村、榮慶村、保竹村、黎明村、十里店村、永益村
- 舊復隆鄉（10）：轉角村、復隆村、柳灣村、車鋪村、五里沖村、鹽河村、橋亭村、花園村、黃泥村、橫店村
- 舊沙橋鄉（8）：幸光村、袁家村、清源村、印合村、大土村、長沙村、沙橋村、桂花村
- 舊平橋鄉（5）：三教村、平橋村、高坡村、碾盤村、小河村
- 舊順龍鄉（8）：黃龍村、明光村、四方村、水竹村、新農村、高坑村、回龍村、魚箭村
- 舊大圍鄉（5）：江明村、大圍村、木姜村、鶴林村、八柱村

## 行政区划
龙水镇目前下辖以下地区：
朝阳社区、五金社区、中和社区、古南社区、花市社区、永益社区、西一社区、明光社区、平桥社区、幸光社区、龙东社区、高坡村、黄龙村、新农村、高坑村、保竹村、江明村、大围村、八柱村、十里村、沙桥村、袁家村、复隆村、车辅村、盐河村、桥亭村、黄泥村和横店村。

### 龍水鎮2003年調整的區劃[6]
- 一、將原龍東村、黎明村合併為一個村，名為龍東村；
- 二、將原十里村，雲慶村1、2、3、4、5、6組合併為一個村，名為十里村；
- 三、將原江明村，雲慶村7、8、9組合併為一個村，名為江明村；
- 四、將原大圍村、木姜村合併為一個村，名為大圍村；
- 五、將原八柱村、鶴林村合併為一個村，名為八柱村；
- 六、將原魚箭村、回龍村、保竹村合併為一個村，名為魚箭村；
- 七、將原高坑村、水竹村合併為一個村，名為高坑村；
- 八、將原黃龍村，四方村1、2、3、4、5、6組合併為一個村，名為黃龍村；
- 九、將原高坡村、碾盤村合併為一個村，名為高坡村；
- 十、將原沙橋村、桂花村合併為一個村，名為沙橋村；
- 十一、將原袁家村、印合村合併為一個村，名為袁家村；
- 十二、將原古南社區居委會1、2、3、4、5、6、7、8、10、11組組成為一個社區居委會，保留原名；
- 十三、將原花市社區居委會1、2、3、4、5、7、8、9、10、11組組成為一個社區居委會，保留原名；
- 十四、將原永益村，龍西街居委會1、2、3、4、5、6、7組，花市社區居委會6組合併為一個社區居委會，名為永益社區居委會；
- 十五、將原西一村，龍西街居委會8、9、10組合併為一個社區居委會，名為西一社區居委會；
- 十六、將原明光村、古南街居委會9、12組，四方村7組，平橋村4、5、9組合併為一個社區居委會，名為明光社區居委會；
- 十七、將原新南街居委會，平橋村1、2、3、6、7、8組合併為一個社區居委會，名為平橋社區居委會；
- 十八、將原高橋壩居委會、幸光村合併為一個社區居委會，名為幸光社區居委會；
- 十九、保留原新農村、五金社區居委會、朝陽社區居委會、中和社區居委會及原名。

### 復隆鎮2003年調整的區劃[7]
- 將原轉角村、復隆村合併為一個村，名為復隆村；
- 1、2、8組合併為一個村，名為橋亭村；
- 3、4、5、6、7組合併為一個村，名為黃泥村；

## 经济
解放前，龙水商人凭借濑溪河南下，抵泸州入沱江到重庆。成渝铁路通车后，龙水镇成为邮亭到大足和其他各县的必经之道，促进了龙水镇的繁荣。
龙水镇以小五金驰名国内外。如今，市内有大足高新区与龙水工业园区。
2017年，龙水镇地区生产总值113.7亿元，居全区第1，同比增长9.6%，居全区第4。